# Coboldus mberensis
Coboldus mberensis is een vlokreeftensoort uit de familie van de Iphimediidae. De wetenschappelijke naam van de soort is voor het eerst geldig gepubliceerd in 2003 door Lowry & Myers.